# Carlos Augusto de Barros e Silva
Carlos Augusto de Barros e Silva (São Paulo, 13 de janeiro de 1938), também conhecido como Leco, é um advogado e dirigente esportivo brasileiro, tendo sido presidente do São Paulo Futebol Clube entre 2015 e 2020.
É pai do jornalista Fernando de Barros e Silva.

## Trajetória no São Paulo
Leco trabalhou nas categorias de base do São Paulo nos anos 1980, depois se tornando diretor jurídico do clube entre 1988 e 1990, no primeiro mandato de Juvenal Juvêncio. Em 2000, se candidatou à presidência pela primeira vez, perdendo para Paulo Amaral por 4 votos. Dois anos depois, com Marcelo Portugal Gouvêa de presidente, se tornou diretor de futebol do São Paulo, cargo que ocupou até 2003, sendo responsável pela badalada contratação de Ricardinho.
Em 2007, no segundo mandato de Juvenal Juvêncio, foi nomeado vice-presidente de futebol.
Em abril de 2014, foi eleito presidente do conselho deliberativo do clube, sendo que em outubro de 2015, após a renúncia do presidente Carlos Miguel Aidar, eleito em 2014 com o apoio de Juvenal Juvêncio, Leco foi eleito presidente, e em abril de 2017, foi reeleito.

## Títulos
Leco é um dos poucos presidentes que não ganharam títulos de expressão no comando do clube. Dos treze presidentes que não conquistaram um título pelo São Paulo, sete renunciaram.
Durante sua gestão, o único título conquistado pelo clube foi o da Florida Cup de 2017, um torneio amistoso não oficial realizado em janeiro.

## Controvérsias
Leco colecionou polêmicas ao longo do tempo em que ficou no poder. Dentre elas, destacam-se:

### Caso Rogério Ceni
Considerado por grande parte da torcida e imprensa o maior ídolo da história do São Paulo, Rogério Ceni foi demitido do cargo de técnico do clube em 2017 e criticado publicamente por Leco. Em seu Facebook, Ceni citou uma frase de Nelson Rodrigues para referir-se ao presidente: "Não se deixe enganar pelos cabelos brancos, os canalhas também envelhecem".

### #Somos18MilhõesForaLeco
Em 21 de novembro de 2019, Leco, que estava assistindo no ginásio ao jogo da equipe de basquetebol do São Paulo contra o mandante Pinheiros, pelo Novo Basquete Brasil (NBB), recebeu protestos de um grupo de torcedores que também estava no lugar. Durante uma entrevista à ESPN Brasil, o presidente do São Paulo criticou esses protestos, chamando-os de "encomendados", feitos por um "pequeno grupo" de torcedores que eram contra a sua gestão.
A entrevista repercutiu negativamente por grande parte da torcida, que, em resposta, criou a hashtag no Twitter #Somos18MilhõesForaLeco (e também sua variante, #Somos18MilhõesdeForaLeco), em referência ao número de torcedores do clube. A hashtag atingiu o topo dos assuntos comentados do Twitter no Brasil durante a madrugada de 22 de novembro e ficou lá durante todo o dia.

### Pedido deimpeachment
Em 3 de dezembro de 2019, o conselho do clube entrou com um pedido de impeachment contra Leco. Em nota, o presidente rebateu: "O requerimento é uma peça discutível e equivocada, obra de uma parcela de conselheiros movida pelo intuito de criar factoides e tumultuar o ambiente do clube. A manobra ocorre, não por acaso, na véspera de decisiva partida contra o Internacional pelo Brasileirão — o que deveria ser momento de união entre as forças são-paulinas —, servindo para esses senhores de janela de oportunidade contra a gestão".